# Вілла Грабовського
Вілла Грабовського — пам'ятка архітектури місцевого значення у середмісті Тернополя, охоронний номер — 260-М.                                                                                                             

## Історія
Вілла була зведенна в 1894 році Олександром Грабовським. Тут виросли його діти – Мар'ян і Юрій, один з яких став юристом зі стажем, і успадкував фамільну резиденцію після смерті батьків на початку 1920-х років.
Після приєднання Західної України до СРСР в 1939 році тодішній господар маєтку емігрував у Польщу. В післявоєні роки у віллі проживала місцева правляча еліта комуністичної партії.
У 1990-ті роки у будинку була відкрита бібліотека Літературне Тернопілля.
В 2019 році вілла була відреставрована.

## Архітектура
Розташована на одній із старих міських вуличок Тернополя колишня вілла Грабовського виділяється серед своїх сусідів легковажністю класичних форм і відносно невеликим обсягом (40 х 15 м) одноповерхового периметра.
Легкому, складеному із цегли з подальшим ошаруванням, контуру за допомогою ненав’язливих доповнень (бічних тамбурів-входів і центральної тераси) надано видимий ефект значного простору, закріплений масивним фронтоном.
Особливої уваги заслуговує центральний фасад будівлі з його колонами композитного ордера і вторячім їм оформленням пілястр, карнизом складного профілю і декоративним оформленням наличників спарених вікон колишнього центрального входу, симетричними одномаршеві сходи тераси і ненав’язливим аттиком, витонченою балюстрадою і рослинним ажуром центрального фронтону.

## Галерея

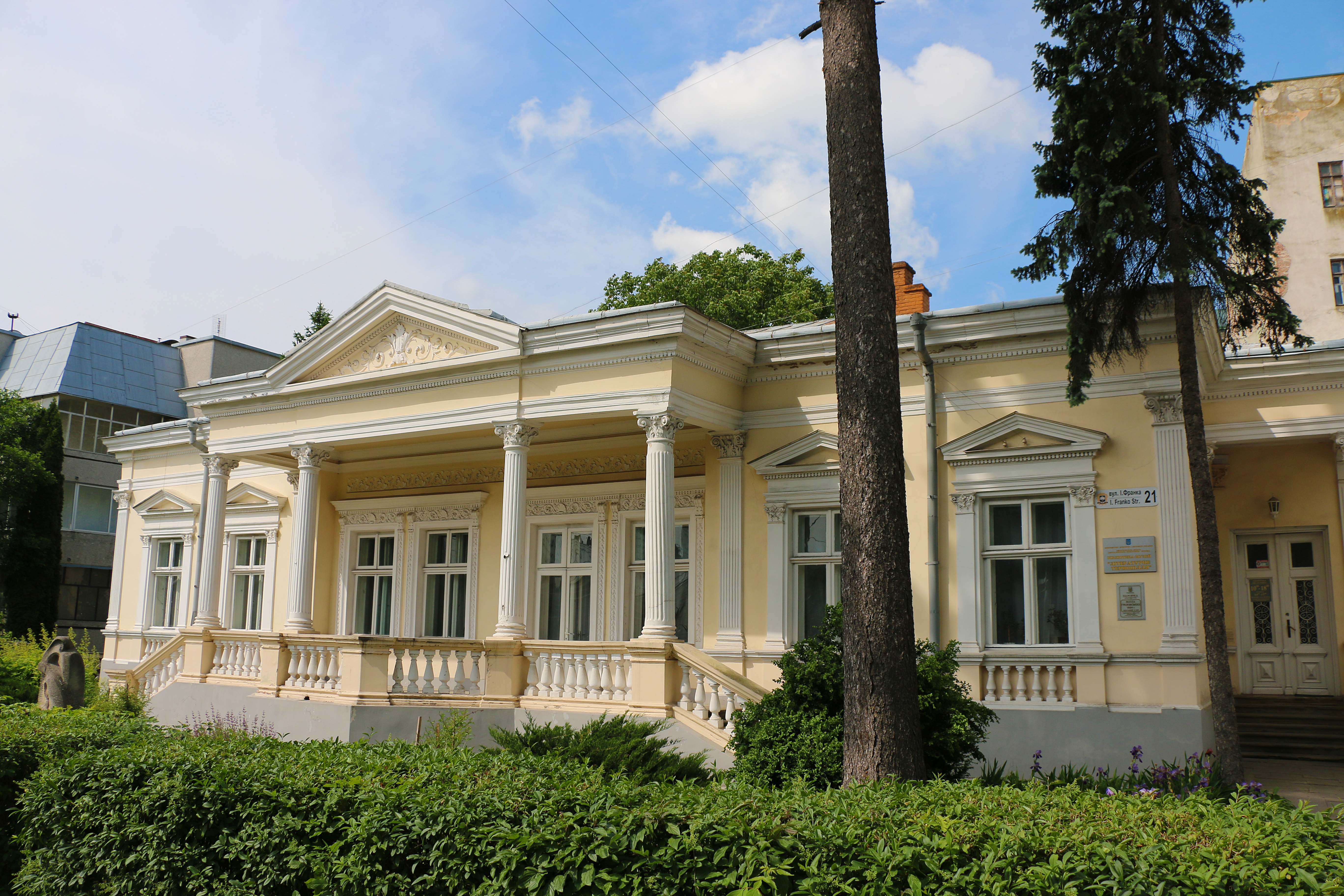
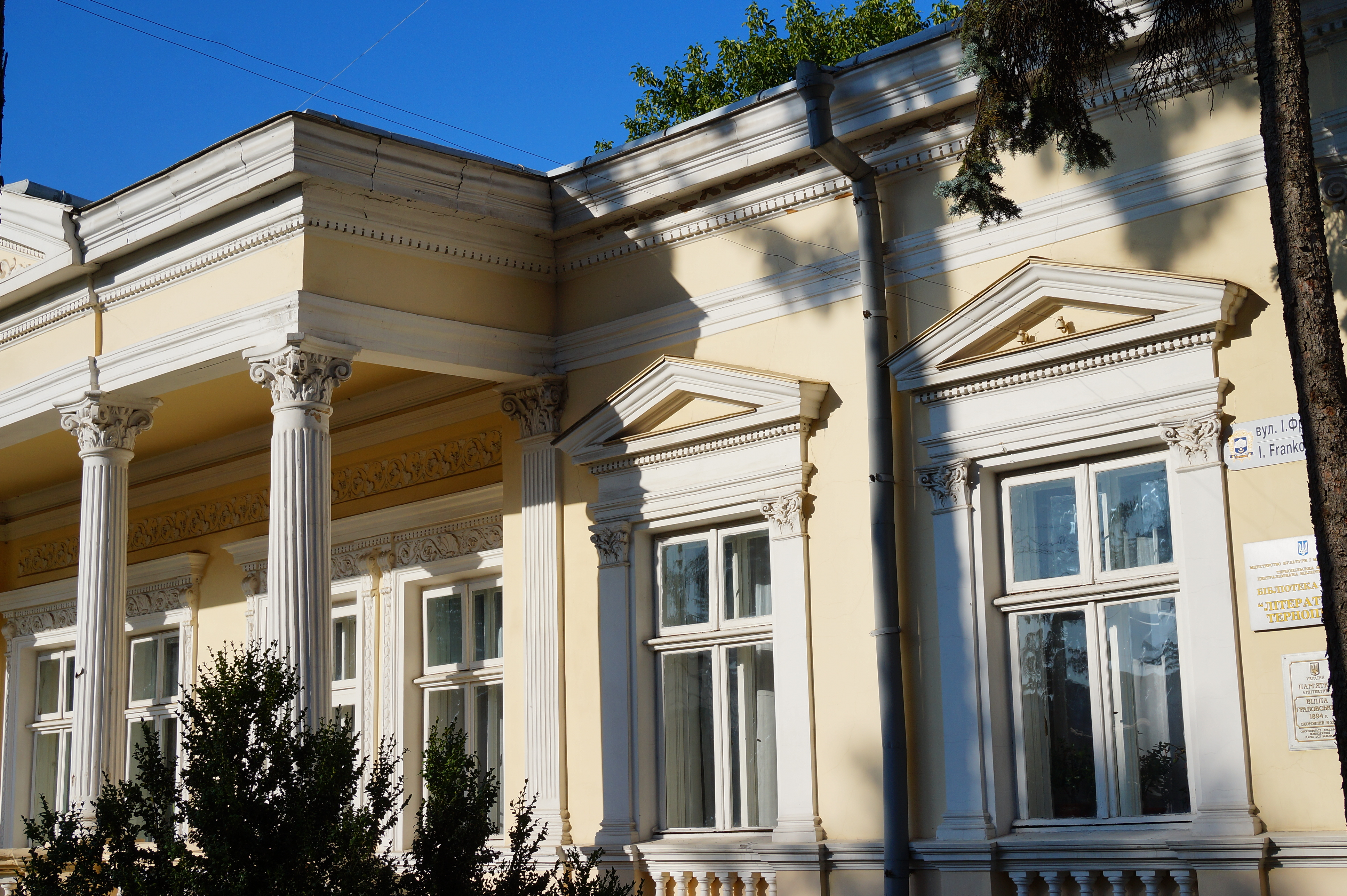
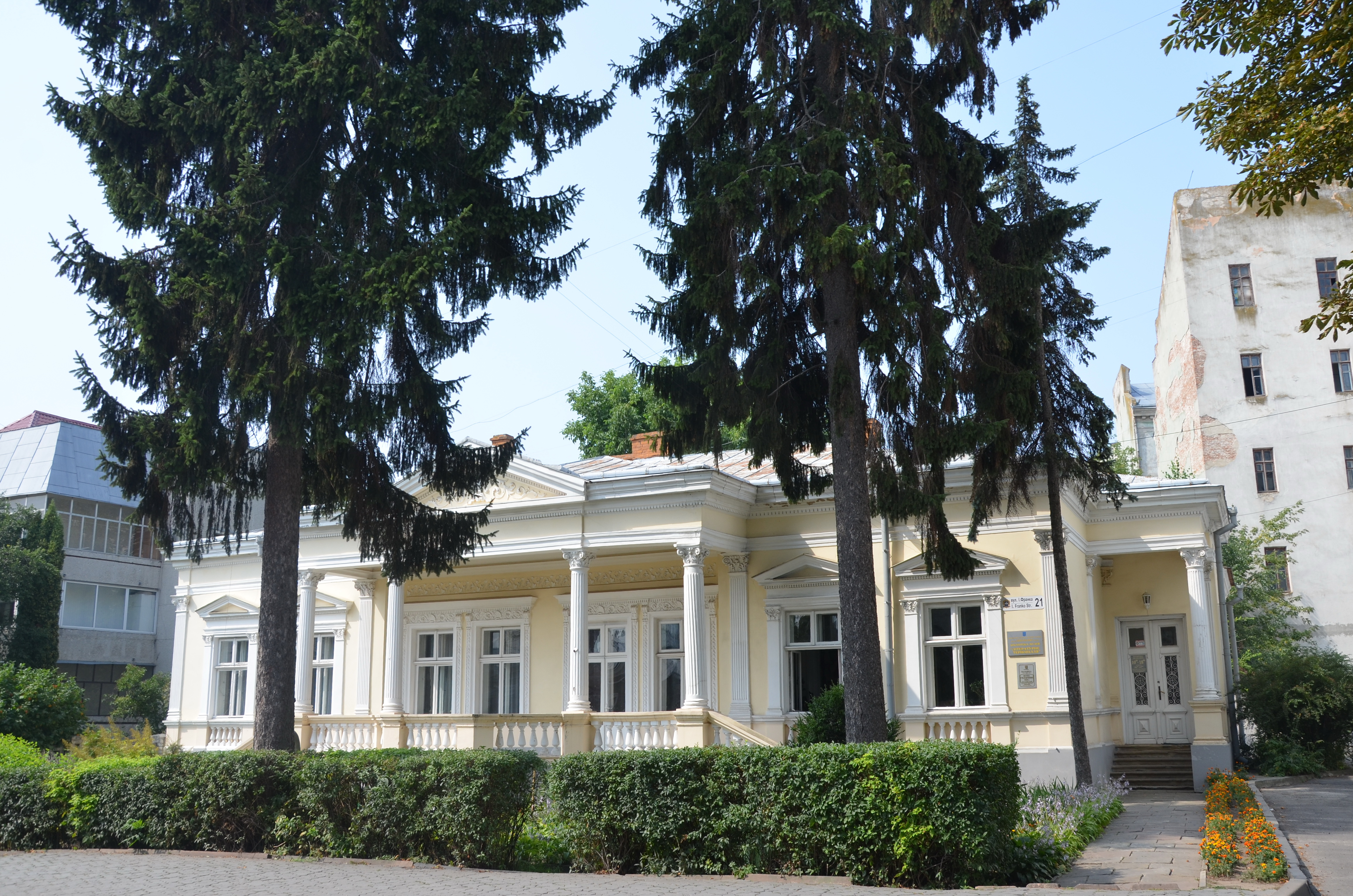
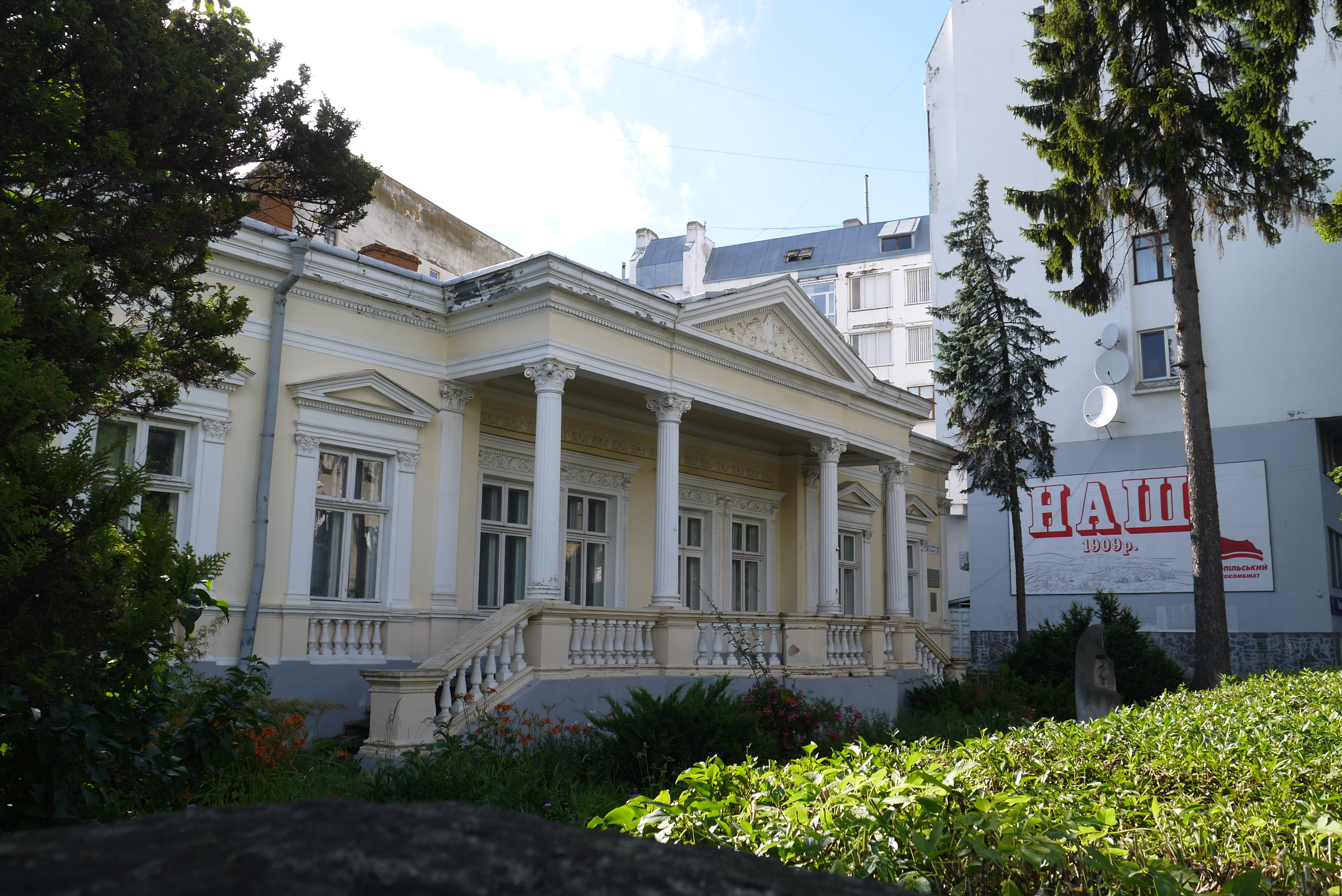
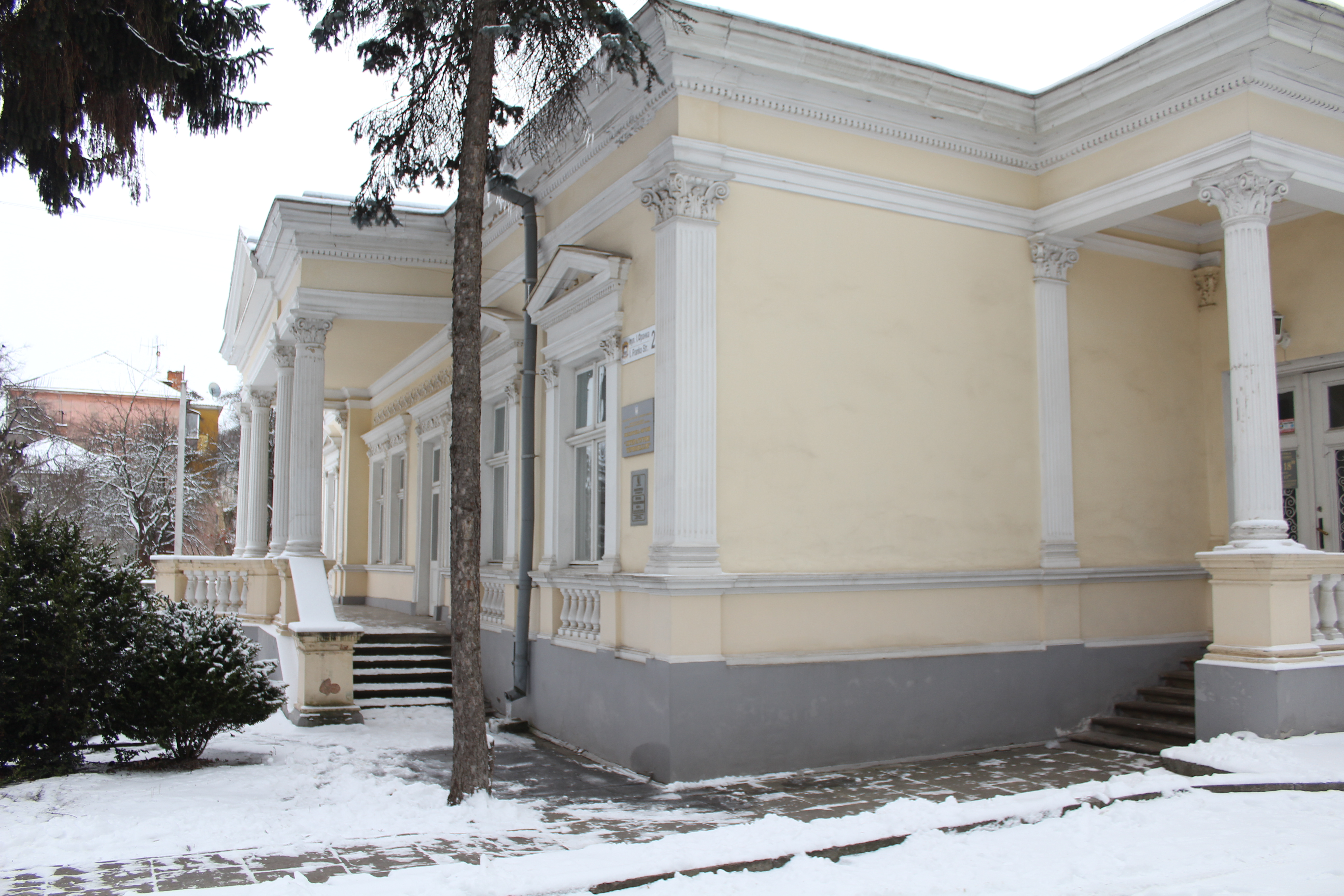